# Jeanne Leleu
Jeanne Leleu (ur. 29 grudnia 1898 w Saint-Mihiel, zm. 11 marca 1979 w Paryżu) – francuska kompozytorka i pianistka.

## Życiorys
Jej ojciec był kapelmistrzem wojskowym, a matka nauczycielką gry na fortepianie. Pierwsze lekcje muzyki pobierała w Rennes. Ze względu na jej wyjątkowe uzdolnienie rodzice skierowali ją do Konserwatorium Paryskiego, gdy miała 9 lat; początkowo uczyła się tamże w klasie fortepianu u Marguerite Long. 20 kwietnia 1910 roku w paryskiej Salle Gaveau Jeanne Leleu oraz Geneviève Durony dokonały prawykonania kompozycji Moja matka gęś Maurice’a Ravela. Kontynuowała naukę w Konserwatorium Paryskim w klasie Alfreda Cortota, a także u Henri Büssera, Georgesa Caussade’a i Charlesa-Marie Widora.
Mieszkała w Rzymie w latach 1923–1927. Od 1947 roku pracowała w Konserwatorium Paryskim, uczyła gry a vista. Była profesorką Konserwatorium Paryskiego, w latach 1952–1969 pracowała tamże na stanowisku profesora harmonii.

## Nagrody
- Prix de Rome za kantatę Beatrix (1923)[7]

## Twórczość
Komponowała muzykę orkiestrową, kameralną, pieśni na głos i fortepian, muzykę teatralną. Za życia nie była szerzej znana. Wybrane dzieła:
- Kwartet smyczkowy (1922)[1]
- Suite symphonique pour instruments à vent et piano (1925)[7]
- Koncert fortepianowy (1937)[1]
- Un jour d’été, balet (1940)[1]
- Nautéos, balet (1947)[1]
- Virevoltes, suita na orkiestrę (1957)[4]